# Lang Lang
Lang Lang (Chinees: 郎朗; pinyin: Láng Lǎng) (Shenyang, Liaoning, 14 juni 1982) is een pianist van Chinese origine.

## Kindertijd
Lang Lang was drie jaar oud toen hij Het Kattenconcert (Hongaarse rapsodie nr. 2) van Liszt, gespeeld door 'Tom' van het duo Tom en Jerry, in een tekenfilm op de televisie zag. Dit eerste contact met de Westerse klassieke muziek motiveerde hem piano te gaan spelen. Hij volgde hierna lessen bij professor Zhu Ya-Fen. Op vijfjarige leeftijd won hij het Shenyang Pianoconcours en speelde zijn eerste concert. In Peking ging hij op negenjarige leeftijd naar het conservatorium, waar hij les kreeg van Zhao Ping-Guo. Toen Lang Lang twaalf jaar oud was won hij het Internationale Jonge Pianistenconcours in Duitsland. In 1995 speelde hij op dertienjarige leeftijd stukken van Chopin en won hij de Internationale Tsjaikovskiwedstrijd voor jonge Musici in Japan met het tweede pianoconcert van Chopin, begeleid door het Philharmonisch Orkest van Moskou. Op veertienjarige leeftijd ging Lang Lang studeren bij Gary Graffman aan het Curtis Institute of Music in Philadelphia.

## Repertoire
Lang Lang speelt een breed repertoire van onder meer Mozart, Chopin, Liszt, Schumann en Rachmaninov. Lang Lang wordt door velen beschouwd als een groot pianist; anderen achten hem 'slechts' virtuoos. Zijn flexibiliteit blijkt uit het uitvoeren van drie verschillende pianoconcerten per week.

## Hoogtepunten
Tijdens de openingsceremonie van de Olympische Zomerspelen 2008 in Peking, speelde Lang Lang het pianoconcert Starry Sky voor een miljardenpubliek. Deze compositie werd speciaal gecomponeerd voor deze Spelen door Ye Xiaogang in samenwerking met zijn student Zou Hang. Tijdens het acht minuten durende pianoconcert werd Lang Lang begeleid door het Chinees Philharmonisch Orkest, onder leiding van Yu Long.
In mei 2010 voerde Lang Lang met 100 pianostudenten op 100 pianos in de Berlijnse Philharmonie de Militaire Mars nr. 1 van Franz Schubert uit.

## Erkenning
Lang Lang ontving reeds meerdere prijzen. In 2002 ontving hij op het Schleswig-Holstein Musik Festival de Leonard Bernstein Award. Zijn solodebuut op 7 november 2003 in een uitverkocht Carnegie Hall werd als muziek-DVD uitgebracht, "Lang Lang – Live at Carnegie Hall" in regie van Benedict Mirow ontving in 2005 de Echo Klassik-prijs voor beste muziek-DVD. Zijn Deutsche Grammophon-opname van de pianoconcerto's nr. 1 in C majeur en nr. 4 in G majeur van Beethoven met Christoph Eschenbach werd genomineerd voor een Grammy Award in het jaar van verschijnen. In 2010 ontving hij de Internationaler Mendelssohn-Preis zu Leipzig. Zijn Sony 'Chopin Album' was in 2013 goed voor de Bestseller Echo Klassik-prijs. In 2015 ontving hij zelfs twee Echo Klassik-prijzen: een als instrumentalist van het jaar en een speciale prijs voor de door hem opgerichte Lang Lang International Music Foundation. In 2024 kreeg Lang Lang een ster op de Hollywood Walk of Fame.

## Discografie

### Albums
| Album met eventuele hitnotering(en) in de Nederlandse Album Top 100 | Datum van verschijnen | Datum van binnenkomst | Hoogste positie | Aantal weken | Opmerkingen                              |
| ------------------------------------------------------------------- | --------------------- | --------------------- | --------------- | ------------ | ---------------------------------------- |
| Tchaikovsky, Mendelssohn: First Piano Concertos                     | 2005                  |                       |                 |              |                                          |
| Rachmaninov: piano concerto no.2 / Paganini Rhapsody                | 2005                  |                       |                 |              |                                          |
| Memory                                                              | 2006                  |                       |                 |              |                                          |
| Dragon Songs                                                        | 2006                  |                       |                 |              |                                          |
| Beethoven: Piano Concertos no. 1 & 4                                | 2007                  |                       |                 |              |                                          |
| Chopin: The Piano Concertos                                         | 2008                  |                       |                 |              |                                          |
| The magic of Lang Lang                                              | 2008                  |                       |                 |              |                                          |
| Tchaikovsky / Rachmaninov: Piano Trios                              | 2009                  |                       |                 |              | met Vadim Repin & Mischa Maisky          |
| Chopin - The piano concertos                                        | 2009                  | 16-05-2009            | 98              | 1            | met Wiener Philharmoniker & Zubin Mehta  |
| Gran Turismo 5: The official soundtrack                             | 2010                  |                       |                 |              |                                          |
| Live in Vienna                                                      | 20-08-2010            | 08-01-2011            | 37              | 1            | Livealbum                                |
| Liszt - My piano hero                                               | 2011                  | 27-08-2011            | 25              | 7            | met Valery Gergiev & Vienna Philharmonic |
| The Chopin album                                                    | 2012                  | 20-10-2012            | 96              | 1*           |                                          |
| Chopin: Piano concerto no. 2 & Piano sonata no. 3                   | 2012                  |                       |                 |              |                                          |
| Prokofief 3 / Bartók 2                                              | 2013                  |                       |                 |              |                                          |
| The Mozart album                                                    | 2014                  |                       |                 |              |                                          |
| Lang Lang in Paris                                                  | 2015                  |                       |                 |              |                                          |
| New York Rhapsody                                                   | 2016                  |                       |                 |              |                                          |
| Piano Book                                                          | 2019                  |                       |                 |              |                                          |
| Beethoven sonatas 3 & 23                                            | 2019                  |                       |                 |              |                                          |
| JS Bach: The Goldberg Variations                                    | 2020                  |                       |                 |              |                                          |

| Album met hitnotering(en) in de Vlaamse Ultratop 200 albums | Datum van verschijnen | Datum van binnenkomst | Hoogste positie | Aantal weken | Opmerkingen                              |
| ----------------------------------------------------------- | --------------------- | --------------------- | --------------- | ------------ | ---------------------------------------- |
| Liszt - My piano hero                                       | 2011                  | 15-10-2011            | 90              | 1            | met Valery Gergiev & Vienna Philharmonic |
| The Chopin album                                            | 2012                  | 27-10-2012            | 186             | 1*           |                                          |

- Bibsys: 5054175
- Biblioteca Nacional de España: XX4429099
- Bibliothèque nationale de France: cb140428487 (data)
- Catàleg d'autoritats de noms i títols de Catalunya: 981058510978206706
- Gemeinsame Normdatei: 12960755X
- International Standard Name Identifier: 0000 0001 1489 1973
- Library of Congress Control Number: no2001071604
- Nationale Bibliotheek van Letland: 000257732
- MusicBrainz: 43e1570a-1a0d-479f-9c95-fba971aec91a
- Nationale Bibliotheek van Tsjechië: js20061027011
- Nationale bibliotheek van Australië: 41923846
- Nationale Bibliotheek van Israël: 987007351505105171
- Nationale Bibliotheek van Polen: a0000002639936
- Nationale en Universitaire bibliotheek Zagreb: 000600680
- Nederlandse Thesaurus van Auteursnamen: 314249842
- Réseau des bibliothèques de Suisse occidentale: 02-A008737883
- LIBRIS: 285944
- Système universitaire de documentation: 153644621
- Virtual International Authority File: 27267813
- WorldCat: E39PBJtMr6dYbMv8tkmVy6Xw4q